# L'Africain (film)
Pour les articles homonymes, voir L'Africain (homonymie).
Pour plus de détails, voir Fiche technique et Distribution.
L'Africain est un film français réalisé par Philippe de Broca et sorti en 1983.

## Synopsis
Charlotte (Catherine Deneuve) travaille pour une agence de voyages parisienne et doit créer un nouveau club de vacances. Elle décide de l'établir dans l'Afrique des Grands Lacs au contact des Pygmées. Elle se rend en Afrique à la recherche d'un site, en compagnie de Paul Planchet (Jean-François Balmer) qui n'apprécie pas du tout de quitter son confort habituel.
Arrivés sur place, ils rencontrent le ministre qui leur promet des facilités pour leur recherche. Charlotte ignore que, sur place, se trouve son mari, Victor (Philippe Noiret), qui a quitté la France et s'est très bien acclimaté en Afrique en tant qu'épicier. Il cultive son potager, cohabite avec Eugénie (Vivian Reed), une Africaine ayant déjà quelques enfants, et il a transformé le minuscule aéroport en terrain de rugby.
Lors de ses déplacements en avion, Victor s'aperçoit que des éléphants sont abattus pour leur ivoire par des braconniers. Il réussit même à s'approvisionner en huîtres venant de France et les partage avec le conservateur de la réserve naturelle, le Dr Patterson (Jacques François). Charlotte et Planchet rejoignent le site à bord d'un DC-3. Victor leur coupe la route avec son avion léger, un de Havilland Canada DHC-2 Beaver, au moment où Aristote Poulakis (Jean  Benguigui), un trafiquant, doit embarquer les singes qu'il avait capturés. Sur un coup de colère, Victor libère les singes et détruit la cabane de l'aéroport. Obséquieux, Poulakis amène Charlotte et Planchet en ville.
Charlotte essaie d'amadouer Victor qui doit les conduire en avion. Les retrouvailles sont compliquées car Victor lui reproche d'avoir laissé dépérir les plantes et les animaux qu'il avait laissés après leur vie commune. Ils se fâchent. Charlotte découvre une tête de singe coupée jetée sur son lit pour l'effrayer. Elle accuse Victor qui n'y est pour rien. Victor se fâche quand elle lui dit qu'elle veut créer un club de vacances. Aristote propose de l'aider.
Malgré Victor, Patterson autorise Charlotte à installer son club. Finalement, Victor les emmène avec son avion, mais c'est pour les abandonner dans une région lointaine et isolée. À son retour « en ville », il apprend que Poulakis commence une expédition de braconnage dans la région où il a laissé sa femme. Très inquiet, il repart et découvre Poulakis en train d'abattre des animaux, ainsi que Charlotte et Planchet en situation difficile car la voiture qu'ils avaient réussi à trouver a eu un accident.
Finalement, ils restent fâchés et c'est Poulakis qui les ramène tandis que Victor doit bricoler pour un décollage difficile. Mais Poulakis poursuit ses activités de braconnage et se révèle menaçant. Charlotte s'échappe et Poulakis emmène Planchet. Avec son bateau, Victor réussit à retrouver Charlotte, et ils poursuivent leur odyssée le long du fleuve sur le territoire des pygmées. Ils se retrouvent dans leur village où ils sont bien acceptés, notamment parce que Charlotte a appris à parler leur langue, le bambouti. Ils repartent dans la forêt, mais Charlotte a renoncé à établir un club de vacances près des pygmées. Après diverses aventures, ils découvrent la caravane de Poulakis transportant de nombreuses défenses d'éléphants vers un hydravion pour quitter la région.
Victor et Charlotte réussissent à récupérer Planchet, à s'emparer de l'hydravion et à regagner la civilisation. L'aventure les a rapprochés, mais Charlotte et Planchet repartent en France, laissant Victor en Afrique. Les dernières paroles de Charlotte à Victor : « Si tu passes par Paris, tu pourras toujours m'en faire un. Fille ou garçon, ça m'est égal... ». Victor décolle à la suite de l'avion, le foulard de Charlotte noué au tour du cou, laissant penser qu'il veut l'accompagner au moins une partie du chemin.

## Fiche technique
- Titre original : L'Africain
- Réalisation : Philippe de Broca, assisté de Frédéric Blum
- Scénario : Gérard Brach et Philippe de Broca
- Directeur de la photographie : Jean Penzer
- Montage : Henri Lanoë
- Décors : François de Lamothe
- Costumes : Sylvie Gautrelet
- Son : Jean Labussière, Jacques Maumont et Jean-Marc Lentretien
- Musique : Georges Delerue ainsi que des extraits de Porgy and Bess de George Gershwin
- Production : Claude Berri
- Production exécutive : Pierre Grunstein
- Société de production : Renn Productions
- Société de distribution : AMLF
- Pays de production : France
- Langue originale : français
- Format : couleur — 35 mm — 2,35:1 — son mono
- Genre : comédie et aventure
- Durée : 101 minutes
- Date de sortie : 
  - France : 2 mars 1983
- Affiche : Jean Mascii (France)

## Distribution
- Catherine Deneuve : Charlotte
- Philippe Noiret : Victor
- Jean-François Balmer : Paul Planchet
- Jacques François : le Dr Patterson, directeur du Parc des Volcans
- Jean Benguigui : Aristote Poulakis, le trafiquant d'ivoire
- Joseph Momo : Bako
- Vivian Reed (en) : Eugénie
- Pierre Michael : le PDG du club de vacances
- Gordon Heath : le ministre
- Raymond Aquilon : le commandant
- Gisèle Charpentier : la matrone
- Maxime Dufeu : un cadre

## Production
Philippe de Broca décide de réunir à nouveau Catherine Deneuve et Philippe Noiret à l'écran, dix-sept ans après le film La Vie de château de Jean-Paul Rappeneau, dans un film d'action se situant en Afrique. Il s'inspire notamment du film L'Odyssée de l'African Queen de John Huston sorti en 1951, comme l'indique le nom du bateau de Victor, l’African Queen II.
Le film a été tourné en 1982 au Kenya et au Zaïre (devenue la République démocratique du Congo).

## Sorties et diffusions télévisuelles
Le film sort en France le 2 mars 1983 et réalise un très bon démarrage avec 167 826 entrées à Paris la première semaine pour un total de 1 786 296 spectateurs lors de son exploitation en salles.
L'Africain est le premier film diffusé sur La Cinq avec une coupure publicitaire[réf. nécessaire].

## Accueil de la critique
Ignacio Ramonet, dans Le Monde diplomatique en mai 1983, voit dans les « niaises péripéties de Catherine Deneuve et de Philippe Noiret, filmées par Philippe de Broca » une image stéréotypée, paternaliste et caricaturale de l'Afrique vue par un « cinéaste blanc » et s'inscrivant dans « une tradition cinématographique fort ancienne ».
Lors de la réédition du film en DVD et blu-ray en 2014, Le Figaro rappelle que le film est, selon le producteur Pierre Grunstein, « un Indiana Jones à la française » ce d'autant que Steven Spielberg a régulièrement reconnu avoir trouvé dans les films de Philippe de Broca une inspiration pour son célèbre personnage d'aventurier apparu à l'écran pour la première fois deux ans auparavant.